# Chrysochroa (Chrysoxantha)
Chrysochroa (Chrysoxantha) – podrodzaj chrząszczy z rodziny bogatkowatych, podrodziny Chrysochroinae, plemienia Chrysochroini i rodzaju Chrysochroa.

## Taksonomia
Podrodzaj wyróżniony został w 2009 roku przez Romana Hołyńskiego. Jego gatunkiem typowym jest Buprestis buqueti.

## Występowanie
Gatunki z tego podrodzaju występują w krainie orientalnej. 

## Systematyka
Opisano dotąd 3 gatunki z tego podrodzaju:
- Chrysochroa (Chrysoxantha) buqueti (Gory, 1833)
- Chrysochroa (Chrysoxantha) mirabilis Thomson, 1878
- Chrysochroa (Chrysoxantha) rugicollis Saunders, 1866